# کی/دی‌ای
کی/دی‌ای (انگلیسی: K/DA; ‎/keɪ diː eɪ/‎ kay dee ay) یک گروه دخترانه کی پاپ مجازی شامل چهار نسخه از شخصیت‌های لیگ افسانه‌ها، آه‌ری، آکالی، ایولین و کای سا است. اعضای (جی)آیدل، شامل می‌یون و سویون به ترتیب صداهای آه‌ری و آکالی، مدیسون بییر صدای ایولین و جایرا برنز صدای کای سا را ارائه می‌دهند. با این حال، این شخصیت‌ها توسط هنرمندان دیگری نیز صداگذاری شده‌اند.
کی/دی‌ای توسط شرکت رایت گیمز، سازنده بازی لیگ افسانه‌ها، ساخته شد و در مسابقات جهانی لیگ افسانه‌ها در سال ۲۰۱۸ با یک اجرای زنده و واقعیت افزوده از اولین تک‌آهنگ خود به نام «پاپ/استارز» معرفی شد. موزیک ویدئوی این ترانه که بعداً در یوتیوب منتشر شد، به سرعت وایرال شد و تنها در یک ماه بیش از ۱۰۰ میلیون بازدید داشت. تا ماه مه ۲۰۲۳، این ویدئو بیش از ۵۵۰ میلیون بازدید داشت و در صدر جدول فروش جهانی آهنگ‌های دیجیتال بیلبورد قرار گرفت. در سال ۲۰۲۰، کی/دی‌ای اولین آلبوم چندآهنگه خود به نام All Out را منتشر کرد که شامل تک‌آهنگ پیش‌انتشار «The Baddest» و تک‌آهنگ آغازین «بیشر» بود. در سال ۲۰۲۲، ترانهٔ «پاپ/استارز» از سوی انجمن صنعت ضبط موسیقی ایالات متحده آمریکا (آرآی‌ای‌ای) گواهی‌نامه پلاتین دریافت کرد و به این ترتیب کی/دی‌ای و (جی)آیدل به اولین گروه‌های دخترانه کی پاپ در تاریخ تبدیل شدند که به این دستاورد رسیدند.
ایدهٔ ایجاد کی/دی‌ای بر اساس تمایل رایت گیمز برای تولید محتوای موسیقی بیشتر شکل گرفت و شخصیت‌ها طبق تیپ‌های متداول در کی پاپ انتخاب شدند. این گروه با هدف تبلیغ مسابقات جهانی لیگ و فروش اسکین‌های درون‌بازی شخصیت‌های کی/دی‌ای در لیگ افسانه‌ها ایجاد شد. پس از آن، کی/دی‌ای توانست محبوبیت زیادی هم در میان طرفداران لیگ افسانه‌ها و هم فراتر از آن به دست آورد و مورد تحسین قرار گرفت، به ویژه برای اجرای خود در مسابقات جهانی و تأثیر بازی‌های ویدئویی بر دنیای موسیقی.